# محسن محمدييف
محسن محمدييف (21 أكتوبر 1966 بدوشنبه في طاجيكستان - ) هو مدرب كرة قدم ولاعب كرة قدم طاجيكي وروسي في مركز الوسط. شارك مع منتخب روسيا لكرة القدم ومنتخب طاجيكستان لكرة القدم. أما مع النوادي، فقد لعب مع أرسنال تولا وأنقرة غوجو وأوستريا فيينا وتوربيدو موسكو وسبارتاك موسكو وشينيك ياروسلافل ولوكوموتيف موسكو وFC Bukhara ‏ وسسكا بامير دوشنبه وFC Khatlon ‏ وFC Vityaz Podolsk ‏ وFC Lokomotiv Nizhny Novgorod ‏ ودينامو سمرقند.

## روابط خارجية
- محسن محمدييف على موقع الاتحاد الأوربي (الإنجليزية)
- محسن محمدييف على موقع اتحاد تركيا (لاعب) (الإنجليزية)
- محسن محمدييف على موقع قاعدة بيانات كرة القدم.إي يو (الإنجليزية)
- محسن محمدييف على موقع ناشيونال فوتبول تيمز (الإنجليزية)
- محسن محمدييف على موقع Soccerway.com (الإنجليزية)